# Rhaphuma tertia
Rhaphuma tertia är en skalbaggsart som beskrevs av Holzschuh 1991. Rhaphuma tertia ingår i släktet Rhaphuma och familjen långhorningar. Inga underarter finns listade i Catalogue of Life.